# ラキシス (競走馬)
ラキシス（欧字名:Lachesis、2010年1月31日 - ）は、日本の競走馬（サラブレッド）である。主な勝ち鞍は、2014年エリザベス女王杯（GI）、2015年産経大阪杯（GII）。

## 血統
血統表は本記事の#血統表節を参照。

### 父ディープインパクト
父馬の詳細についてはディープインパクトを参照。
ディープインパクトは種牡馬になって最初の産駒が2008年に誕生した。この世代が競走年齢に達するのは2010年で、ラキシスが種付けされた2009年の時点ではまだディープインパクト産駒は1頭も競走に出ていなかった。

### 母マジックストーム
母馬の*マジックストーム（Magic Storm）は1999年にアメリカ合衆国で生まれたサラブレッドで、ウェイン・ルーカス調教師のもとで競走生活を送った。2001年に2歳となるこの世代のアメリカ牝馬では、東海岸の2歳牝馬路線でユー（You）とキャッシャーズドリーム（Cashier's Dream）が争っていて、マジックストームは両馬から離れた3番手の評価だった。マジックストームは8月にアディロンダックステークス（en:Adirondack Stakes、G3・ダート7ハロン（≒1408m））に出走し、レコード勝ちをしたユー（You）とキャッシャーズドリーム（Cashier's Dream）から15馬身1⁄4離された3着に入った。2週間後のスピナウェイステークスは夏のアメリカ東海岸を代表する2歳牝馬のG1競走だが、キャッシャーズドリームが後続を6馬身ちぎり、マジックストームは離された3着に入った。
1年後の2002年8月、マジックストームはモンマスオークス（G2・ダート9ハロン（≒1810m））を最低人気で勝ち、ステークスウィナーになった。過去2年連続で、モンマスオークスの優勝馬がその年のBCディスタフを勝っていたことからマジックストームを穴馬視するむきもあったが、マジックストームは結局BCディスタフには出なかった。
マジックストームは繁殖牝馬として数シーズンをアメリカで過ごしたあと、2007年の11月にキーンランドで行われた繁殖牝馬セールで競りにかけられ、ノーザンファーム社長の吉田勝己が50万ドルで落札した。このときマジックストームはアメリカの種牡馬マライアズモンの子を孕んでおり、日本で生まれたエスケープマジックは、準オープン級の勝ち鞍がある。
エスケープマジックのあと、1年をあけて2010年に誕生したのが本馬ラキシスである。

## 競走馬時代
食欲不振による体重減に悩まされたが、2014年の秋に復調すると、エリザベス女王杯でG1初制覇を果たした。

### 0〜1歳（2010-2011年）
2010年に『マジックストームの2010』（命名される前のラキシス）は北海道・安平町にあるノーザンファームで生まれた。『マジックストームの2010』は生まれたその年に、日本最大の競走馬の競り市セレクトセールに上場され、3000万円で「レディオスコーポレーション」名義で大島昌也が落札した。『マジックストームの2010』は、「物語のキャラクター」から名をとって「ラキシス」と命名された。（#関連項目節も参照。）
製造業を営む大島にとって、ラキシスは馬主として3頭目の所有馬だった。#血統表節にあるように、翌2011年の秋には、アメリカで従姉妹のドリルがアメリカのG1競走・デルマーフューチュリティステークスに勝った。

### 2歳時（2012年）
ラキシスの初出走は2歳の12月2日に阪神競馬場の新馬戦（芝2000m）だった。ラキシスは2.9倍の本命で、スタートしてしばらくは最後方に控えたが、3コーナーから進出して直線で抜け出すと、2着に1馬身1/4差をつけて勝った。この時の騎手は川田将雅で、以後、川田が主戦を務めることになる。
ラキシスの2歳時の出走はこの1戦のみだった。

### 3歳時（2013年）
3歳になったラキシスは、2月のすみれステークス（オープン）、4月のフローラステークス（G2）と格上挑戦を続けたが、いずれも着外に敗れた。この時期には食欲が悪く、体重が減るために十分な調教ができなかった。
ラキシスは夏場は出走せず、9月に自己条件（1勝クラス）の甲武特別（500万条件・芝2000m）に出走した。ラキシスにとっては初めての古馬との対戦だったが、中団からスムーズに抜け出すと、後続を2馬身半離して勝った。最後の直線では内にもたれて真っ直ぐ走らない面も見せたが、ゴール前では川田騎手が手綱を抑える余裕があった。
次走は3歳牝馬三冠戦の最終戦である秋華賞と同日の鳴滝特別（1000万条件・芝2200m）になった。鳴滝特別は秋華賞の2つ前のレースで、ラキシスは1.8倍の本命になった。スローペースになって向こう正面では落ち着かない素振りもみせたが、直線へ向くと一番外から余裕をもって抜け出し、ゴール前は余裕を残しての勝利だった。秋2戦は、春に懸念されていた食欲と馬体減の問題が解消し、十分な調教を行っても体重が増えていることが、成果につながったとの評価がなされている。
ラキシスは2連勝で11月のエリザベス女王杯に出走した。春にフローラステークスで大敗した相手であるデニムアンドルビーがオークス3着、秋華賞4着の実績だったのに対し、ラキシスはG1初挑戦だったが、「鳴滝特別の勝ち方を見ると秋華賞に出ても勝っていたのではないか」と評するむきもあり、6番人気になった。父ディープインパクトと母の父ストームキャットという配合の組み合わせは、同世代の日本ダービー馬キズナや桜花賞馬アユサンと同じということも、人気を後押しした。
スタートすると、ラキシスは外枠から先行し、人気馬は中団から後方へ控える展開になった。なかでも本命のヴィルシーナと2番人気のメイショウマンボは中団にいた。3コーナーから最終コーナーでメイショウマンボが外から追い上げ、ラキシスは2番手で直線に入った。メイショウマンボはゴールまで残り200メートルになったあたりから抜け出し、2着争いは接戦になったが、後方から追い込んだアロマティコを抑えてラキシスが2着に粘りきった。優勝馬メイショウマンボとの着差は1馬身1/4（0.2秒差）で、ラキシスはメイショウマンボより3ポイント低い110ポイントのレートを得た。

### 4歳時（2014年）
古馬になったラキシスは、2月の京都記念（G2・2200m）に53キロの斤量で出走し、勝ち馬から0.3秒差の4着になった。3月には中日新聞杯（G3・2000m）で54キロを背負い、マーティンボロとハナ差の2着になった。そのあと、福島県にあるノーザンファーム天栄で休養をしたあと、5月のヴィクトリアマイル（G1・1600m）に出走した。しかし、ラキシスは終始後方のまま、18頭中15着に大敗した。このときラキシスは体重が448キロと、デビュー以来最も減っており、これが敗因の一つと指摘されている。レース後、ラキシスは3ヶ月の休養に入った。
ラキシスの復帰戦は9月末のオールカマー（G2・2200m）になった。通常オールカマーは中山競馬場で行われるが、この年は新潟競馬場で行われたため、苦手な長距離輸送となった。ラキシスは7番人気とあまり注目されていなかったが、放牧明けのため馬体重は前年エリザベス女王杯2着の時と同じ456キロまで回復していた。ラキシスは序盤から3番手で先行し、最終コーナー手前で後続が外から一気に押し寄せたために直線入り口での順位はやや下げたが、直線に入ると勝ち馬と共に進出した。勝ち馬には半馬身離されたが、僅差で6頭が並んだ争いを制して2着を確保した。

#### エリザベス女王杯制覇
ラキシスの次の目標は11月のエリザベス女王杯だった。かねてより体重が減りすぎる傾向にあったため、オールカマーからエリザベス女王杯までの約6週間、ラキシスは馬体の回復に努めながらプール調教を併用し、体重増でエリザベス女王杯当日を迎えた。
ラキシスは前年のエリザベス女王杯では18頭中いちばん外の18番枠だったが、2014年は18頭中いちばん内側の1番枠になった。当年のオークス馬のヌーヴォレコルトが3.3倍の本命になり、前年の優勝馬メイショウマンボが5.6倍で2番人気になったが、ラキシスはG1どころか重賞未勝利の身でありながら差のない3番人気（6.8倍）になった。この2014年の秋競馬では、ここまでのJRAのG1競走全てで重賞未勝利馬が勝っていた。。
スタートすると、人気のヌーヴォレコルトとメイショウマンボが先行し、ラキシスはその直後につけた。ほとんどその体勢のまま最終コーナーまで進み、直線に入るとゴールまで残り300メートルでヌーヴォレコルトが内から先頭へ抜けだした。外をまわったメイショウマンボは早めに失速してしまい、後方にいたディアデラマドレが一番外から一気に追い込んできた。ラキシスは直線に入った時に一瞬できた狭い隙間をうまく抜け、先に抜けだしていたヌーヴォレコルトに迫ると、ゴールの寸前でこれを捉え、クビ差で勝った。ラキシスにとっては初めての重賞勝利がG1となったが、この秋のG1競走で4度続いてきた「重賞未勝利馬が優勝」がまたも現実になった。馬主の大島にとっても初めての重賞制覇で、川田騎手・角居調教師にとってはエリザベス女王杯の優勝は初めてだった。父馬ディープインパクトからみると、ラキシスは15頭目のG1優勝馬である。

### 5歳時（2015年）
初戦の産経大阪杯に優勝するも、その後は勝ちきれないレースが続きエリザベス女王杯を最後に現役を引退した。

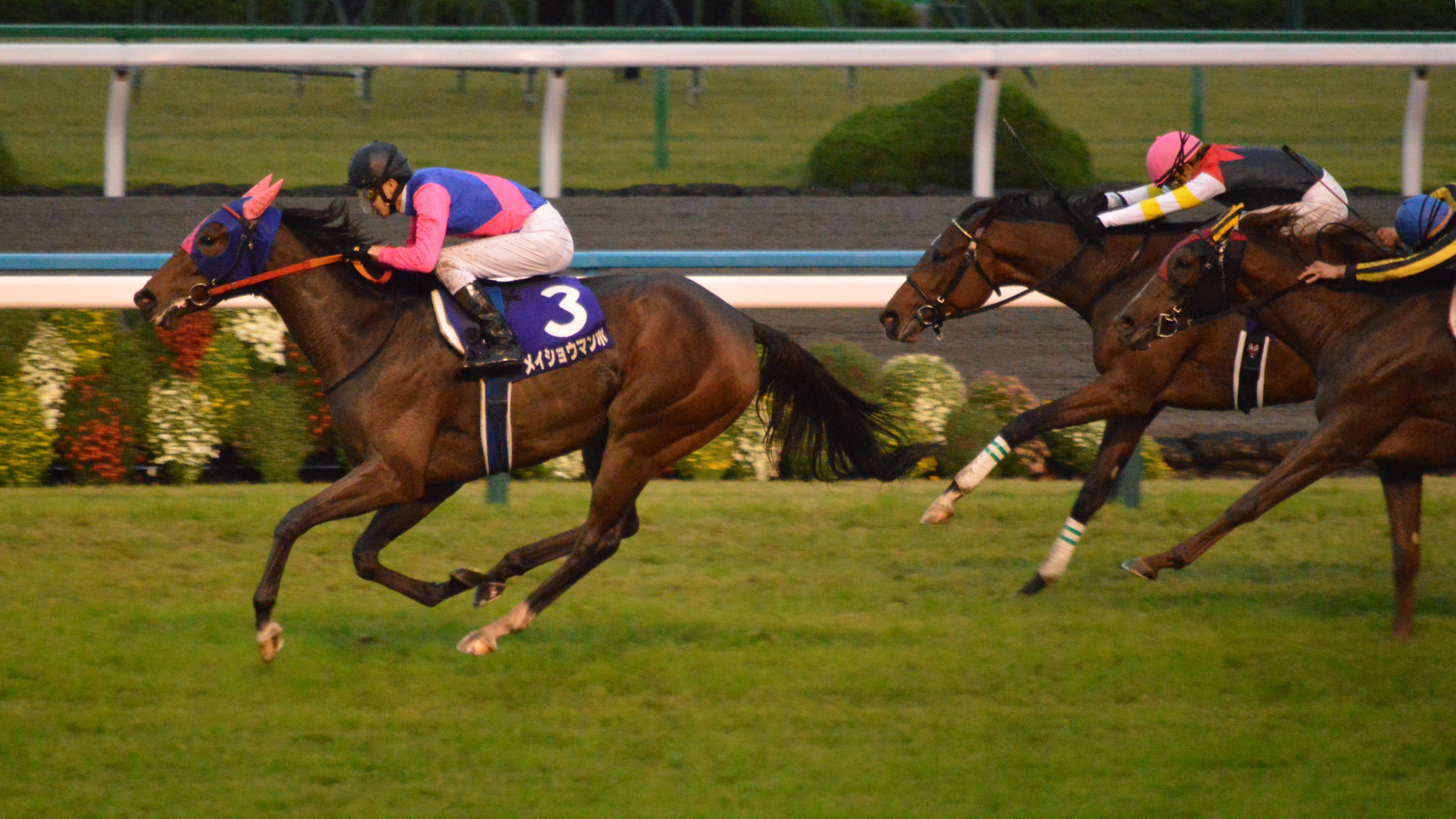
2013年GI格上挑戦で2着に入る
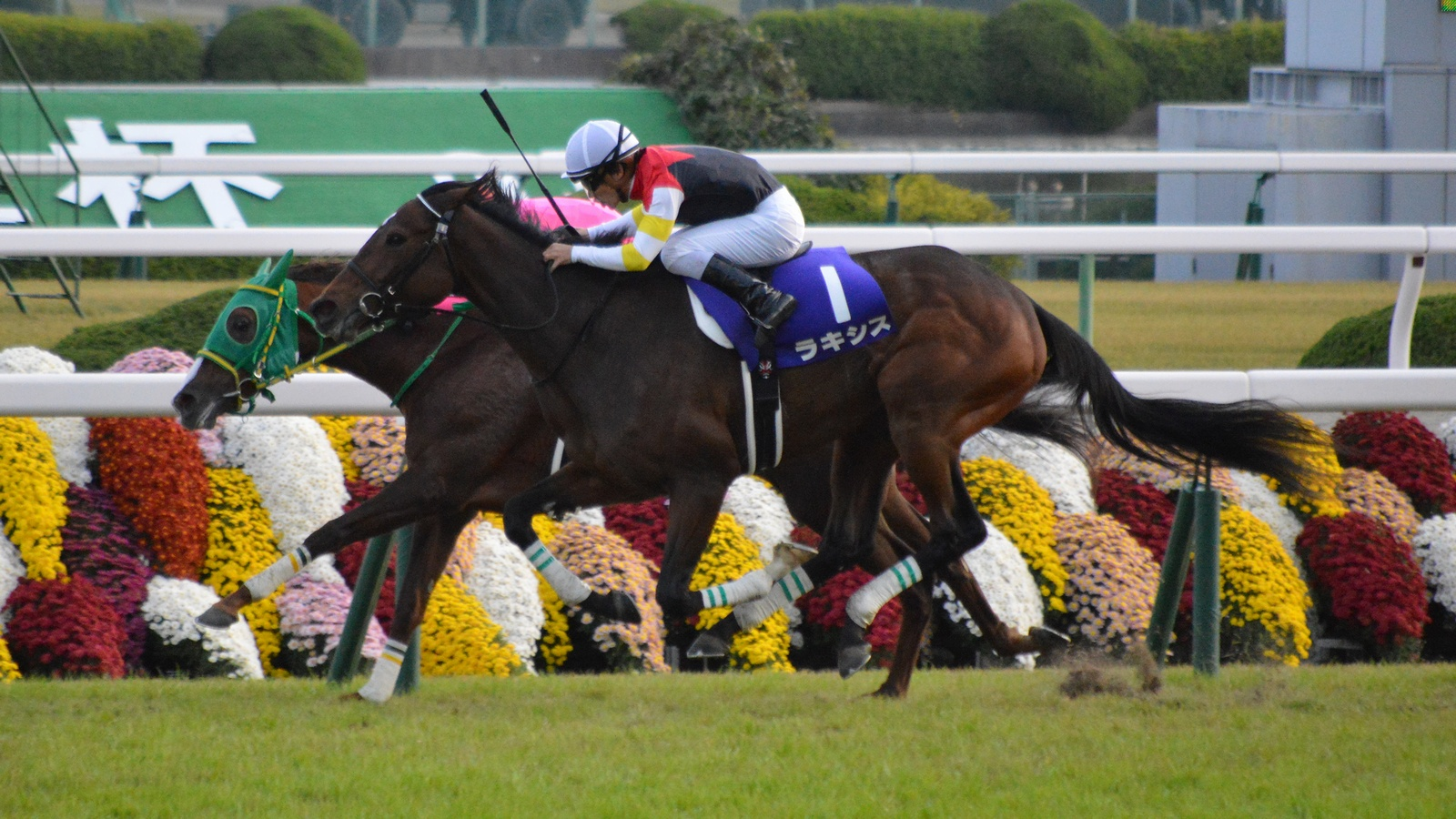
2014年エリザベス女王杯
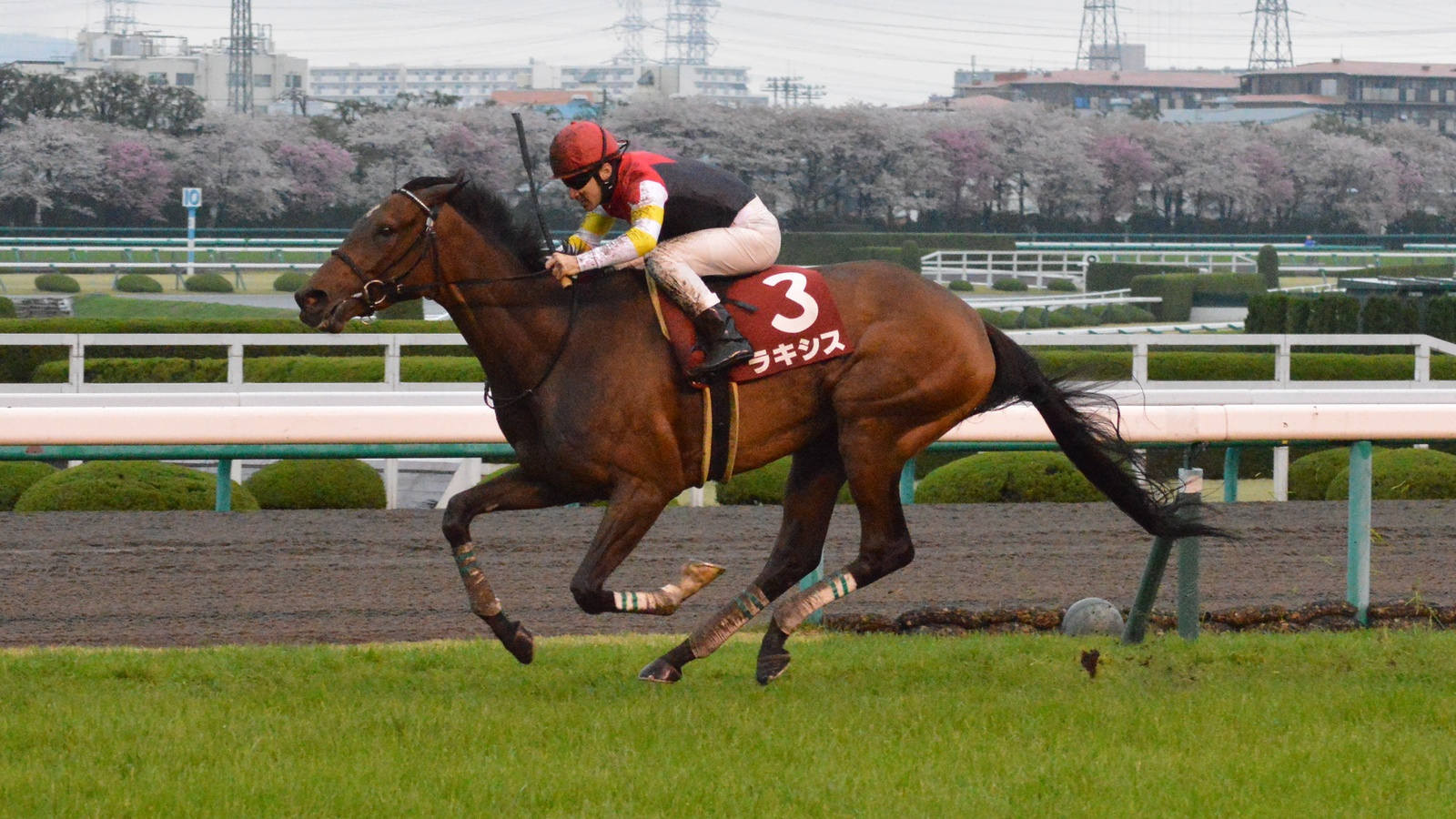
2015年産経大阪杯
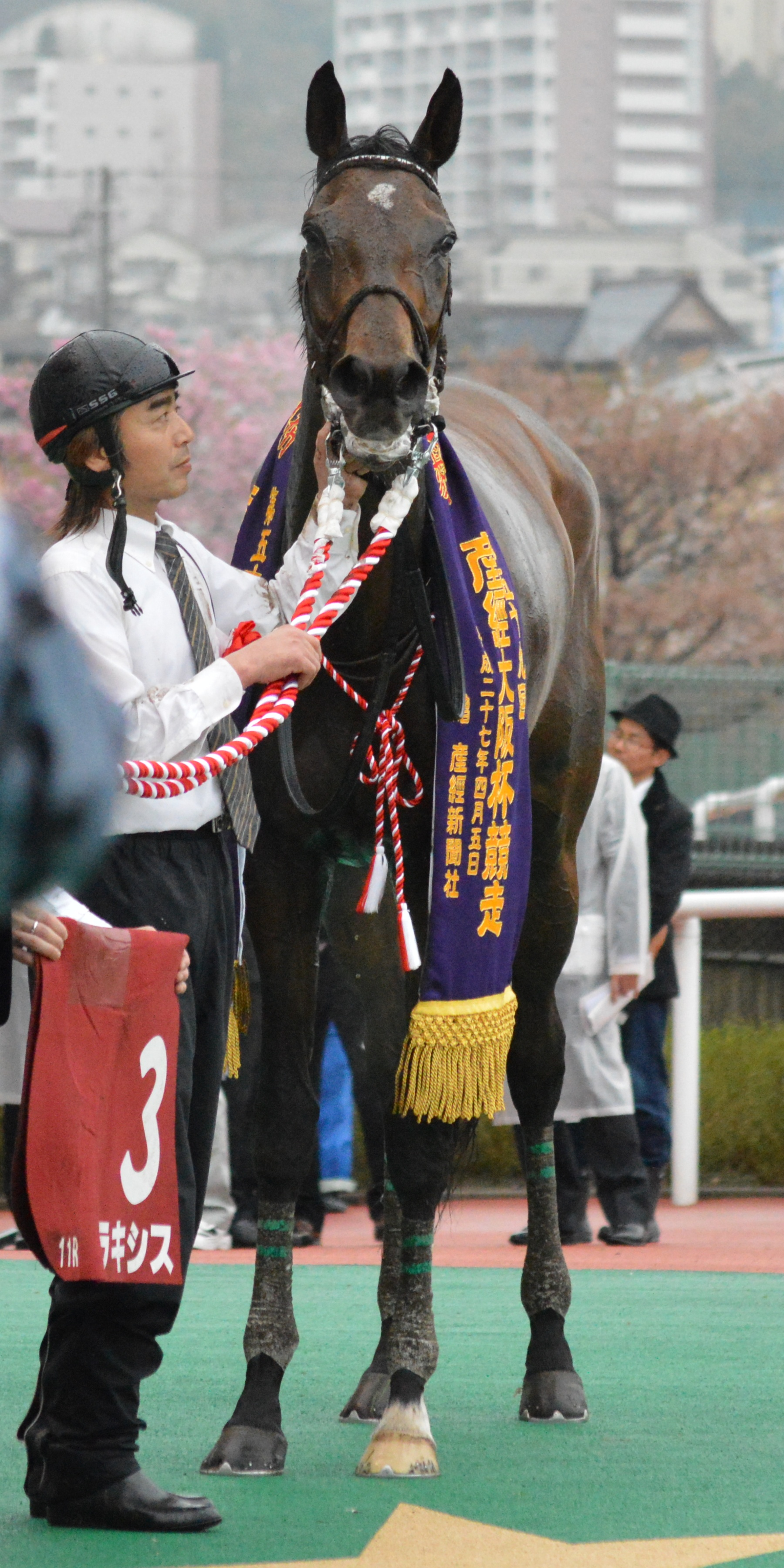
表彰式

## 繁殖牝馬時代
ノーザンファームにて繁殖牝馬として繋養されている。
|       | 馬名             | 生年 | 性 | 毛色   | 父                 | 馬主     | 厩舎           | 戦績             |
| ----- | ---------------- | ---- | -- | ------ | ------------------ | -------- | -------------- | ---------------- |
| 初仔  | シルヴィス       | 2017 | 牝 | 青鹿毛 | ルーラーシップ     | 大島昌也 | 栗東・角居勝彦 | 2戦0勝(抹消)     |
| 2番仔 | ヴァージンマリー | 2018 | 牝 | 鹿毛   | リオンディーズ     |          |                | （不出走・繁殖） |
| 3番仔 | レッドミラージュ | 2019 | 牝 | 鹿毛   | キングカメハメハ   | 大島昌也 | 美浦・栗田徹   | 12戦2勝（抹消）  |
| 4番仔 | マキシ           | 2020 | 牡 | 鹿毛   | エピファネイア     | 大島昌也 | 栗東・辻野泰之 | 12戦4勝（現役）  |
| 5番仔 | ダブルイプシロン | 2021 | 牝 | 鹿毛   | レイデオロ         | 大島昌也 | 栗東・矢作芳人 | 2戦0勝（抹消）   |
| 6番仔 | ミラージュナイト | 2022 | 牡 | 黒鹿毛 | バゴ               | 大島昌也 | 栗東・辻野泰之 | 5戦1勝（現役）   |
| 7番仔 | ラキシスの2023   | 2023 | 牡 | 鹿毛   | サートゥルナーリア |          |                | デビュー前       |
| 8番仔 | ラキシスの2024   | 2024 | 牡 | 鹿毛   | エピファネイア     |          |                |                  |

- 2025年4月13日現在

## 競走成績
| 競走日     | 競馬場 | 競走名             | 格       | 距離（馬場）  | 頭 数 | 枠 番 | 馬 番 | オッズ （人気） | 着順 | タイム （上り3F） | 着差 | 騎手       | 斤量 [kg] | 1着馬/（2着馬）        |
| ---------- | ------ | ------------------ | -------- | ------------- | ----- | ----- | ----- | --------------- | ---- | ----------------- | ---- | ---------- | --------- | ---------------------- |
| 2012.12.02 | 阪神   | 2歳新馬            |          | 芝2000m（良） | 7     | 2     | 2     | 002.90（2人）   | 01着 | 2:08.1（33.4）    | -0.2 | 川田将雅   | 54        | （セイウンヒマワリ）   |
| 2013.02.24 | 阪神   | すみれS            | OP       | 芝2200m（良） | 8     | 5     | 5     | 006.90（4人）   | 06着 | 2:17.4（35.6）    | -1.1 | 岩田康誠   | 54        | ナリタパイレーツ       |
| 0000.04.21 | 東京   | フローラS          | GII      | 芝2000m（稍） | 18    | 5     | 9     | 105.5（14人）   | 11着 | 2:04.5（34.0）    | -0.6 | 江田照男   | 54        | デニムアンドルビー     |
| 0000.09.17 | 阪神   | 甲武特別           | 500万下  | 芝2200m（良） | 12    | 4     | 4     | 004.00（2人）   | 01着 | 2:13.4（34.3）    | -1.1 | 川田将雅   | 54        | （セルリアンディンゴ） |
| 0000.10.13 | 京都   | 鳴滝特別           | 1000万下 | 芝2200m（良） | 12    | 7     | 9     | 001.80（1人）   | 01着 | 2:14.9（33.4）    | -0.1 | 川田将雅   | 54        | （リメインサイレント） |
| 0000.11.10 | 京都   | エリザベス女王杯   | GI       | 芝2200m（重） | 18    | 8     | 18    | 016.70（6人）   | 02着 | 2:16.8（34.6）    | -0.2 | 川田将雅   | 54        | メイショウマンボ       |
| 2014.02.16 | 京都   | 京都記念           | GII      | 芝2200m（稍） | 12    | 5     | 5     | 007.40（3人）   | 04着 | 2:16.3（34.1）    | -0.3 | 川田将雅   | 53        | デスペラード           |
| 0000.03.15 | 中京   | 中日新聞杯         | GⅢ       | 芝2000m（良） | 18    | 3     | 6     | 004.10（3人）   | 02着 | 2:01.7（34.4）    | -0.0 | 川田将雅   | 54        | マーティンボロ         |
| 0000.05.17 | 東京   | ヴィクトリアマイル | GI       | 芝1600m（良） | 18    | 3     | 6     | 024.00（9人）   | 15着 | 1:33.1（33.9）    | -0.8 | 川田将雅   | 55        | ヴィルシーナ           |
| 0000.09.28 | 新潟   | オールカマー       | GII      | 芝2200m（良） | 18    | 3     | 6     | 017.50（7人）   | 02着 | 2.12.3（34.6）    | -0.1 | 川田将雅   | 54        | マイネルラクリマ       |
| 0000.11.16 | 京都   | エリザベス女王杯   | GI       | 芝2200m（良） | 18    | 1     | 1     | 006.80（3人）   | 01着 | 2:12.3（33.4）    | -0.1 | 川田将雅   | 56        | （ヌーヴォレコルト）   |
| 0000.12.28 | 中山   | 有馬記念           | GI       | 芝2500m（良） | 16    | 3     | 5     | 036.3（11人）   | 06着 | 2:35.5（34.1）    | -0.2 | C.デムーロ | 55        | ジェンティルドンナ     |
| 2015.04.05 | 阪神   | 産経大阪杯         | GII      | 芝2000m（不） | 14    | 3     | 3     | 012.00（4人）   | 01着 | 2:02.9（35.9）    | -0.3 | C.ルメール | 55        | （キズナ）             |
| 0000.06.28 | 阪神   | 宝塚記念           | GI       | 芝2200m（良） | 16    | 7     | 13    | 005.10（2人）   | 08着 | 2:14.8（34.6）    | -0.4 | C.ルメール | 56        | ラブリーデイ           |
| 0000.08.23 | 札幌   | 札幌記念           | GII      | 芝2000m（良） | 15    | 1     | 1     | 003.40（2人）   | 05着 | 1:59.2（36.2）    | -0.2 | C.ルメール | 55        | ディサイファ           |
| 0000.10.12 | 京都   | 京都大賞典         | GII      | 芝2400m（良） | 10    | 7     | 8     | 004.00（3人）   | 04着 | 2:24.0（32.5）    | -0.4 | 武豊       | 55        | ラブリーデイ           |
| 0000.11.15 | 京都   | エリザベス女王杯   | GI       | 芝2200m（稍） | 18    | 5     | 10    | 004.20（2人）   | 11着 | 2:15.3（35.0）    | -0.4 | R.ムーア   | 56        | マリアライト           |

### 評価
中長距離向きの体型で、ストライド（一歩の幅）が大きく、広い競馬場が適していると、関係者や専門紙の評価を受けている。

## 血統表
| ラキシスの血統                                   | ラキシスの血統                                           | ラキシスの血統        | （血統表の出典）      | （血統表の出典） |
| 父系                                             | サンデーサイレンス系                                     | サンデーサイレンス系  | サンデーサイレンス系  | [ § 2 ]          |
| 父 ディープインパクト JPN 2002 鹿毛              | 父の父*サンデーサイレンス Sunday Silence USA 1986 青鹿毛 | Halo                  | Hail to Reason        | Hail to Reason   |
| 父 ディープインパクト JPN 2002 鹿毛              | 父の父*サンデーサイレンス Sunday Silence USA 1986 青鹿毛 | Halo                  | Cosmah                |                  |
| 父 ディープインパクト JPN 2002 鹿毛              | 父の父*サンデーサイレンス Sunday Silence USA 1986 青鹿毛 | Wishing Well          | Understanding         | Understanding    |
| 父 ディープインパクト JPN 2002 鹿毛              | 父の父*サンデーサイレンス Sunday Silence USA 1986 青鹿毛 | Wishing Well          | Mountain Flower       |                  |
| 父 ディープインパクト JPN 2002 鹿毛              | 父の母*ウインドインハーヘア IRE 1991 鹿毛                | Alzao                 | Lyphard               | Lyphard          |
| 父 ディープインパクト JPN 2002 鹿毛              | 父の母*ウインドインハーヘア IRE 1991 鹿毛                | Alzao                 | Lady Rebecca          |                  |
| 父 ディープインパクト JPN 2002 鹿毛              | 父の母*ウインドインハーヘア IRE 1991 鹿毛                | Burghclere            | Busted                | Busted           |
| 父 ディープインパクト JPN 2002 鹿毛              | 父の母*ウインドインハーヘア IRE 1991 鹿毛                | Burghclere            | Highclere             |                  |
| 母 *マジックストーム Magic Storm USA 1999 黒鹿毛 | 母の父Storm Cat USA 1983 黒鹿毛                          | Storm Bird            | Northern Dancer       | Northern Dancer  |
| 母 *マジックストーム Magic Storm USA 1999 黒鹿毛 | 母の父Storm Cat USA 1983 黒鹿毛                          | Storm Bird            | South Ocean           |                  |
| 母 *マジックストーム Magic Storm USA 1999 黒鹿毛 | 母の父Storm Cat USA 1983 黒鹿毛                          | Terlingua             | Secretariat           | Secretariat      |
| 母 *マジックストーム Magic Storm USA 1999 黒鹿毛 | 母の父Storm Cat USA 1983 黒鹿毛                          | Terlingua             | Crimson Saint         |                  |
| 母 *マジックストーム Magic Storm USA 1999 黒鹿毛 | 母の母Foppy Dancer 1990 鹿毛                             | Fappiano              | Mr. Prospector        | Mr. Prospector   |
| 母 *マジックストーム Magic Storm USA 1999 黒鹿毛 | 母の母Foppy Dancer 1990 鹿毛                             | Fappiano              | Killaloe              |                  |
| 母 *マジックストーム Magic Storm USA 1999 黒鹿毛 | 母の母Foppy Dancer 1990 鹿毛                             | Water Dance           | Nijinsky              | Nijinsky         |
| 母 *マジックストーム Magic Storm USA 1999 黒鹿毛 | 母の母Foppy Dancer 1990 鹿毛                             | Water Dance           | Luiana                |                  |
| 母系(F-No.)                                      | (FN:16-h)                                                | (FN:16-h)             | (FN:16-h)             | [ § 3 ]          |
| 5代内の近親交配                                  | Northern Dancer 5×4*5                                    | Northern Dancer 5×4*5 | Northern Dancer 5×4*5 | [ § 4 ]          |
| 出典                                             | 1. 2. 3. 4.                                              | 1. 2. 3. 4.           | 1. 2. 3. 4.           | 1. 2. 3. 4.      |

- ＊印は、その馬が日本に輸入されたことを示す。

母マジックストームの3歳下の全妹キャットダンサー（Cat Dancer）は、繁殖牝馬として2009年にドリル（Drill）を産んだ。ドリルは2011年にデルマーフューチュリティステークス（G1）に勝った。ドリルはラキシスからみて従姉妹の関係に相当する。
マジックストームの産駒でラキシスの半兄のエスケープマジックは、2013年12月までに大井競馬で2勝、JRAで3勝。その後は地方競馬へ転厩し、兵庫県の園田競馬場、石川県の金沢競馬場に所属していた。
また、ラキシスの全弟サトノアラジンは2017年の安田記念を制している。
母の先祖を遡ると、ラキシスからみて5代前の母にバンケットベル（Banquet Bell）という牝馬に行き着く。1950年生まれのバンケットベルは20世紀のアメリカを代表する繁殖牝馬（“ 20th Century Matriarch Mare”）の1頭で、その産駒にはシャトーゲイ（Chateaugay）やプリモネッタ（Primonetta）がいる。シャトーゲイはアメリカの三冠レースのうちケンタッキーダービー、ベルモントステークスに勝ち、残るプリークネスステークスでは2着だった馬で、アメリカの年度代表馬に選ばれた。シャトーゲイは後に種牡馬として日本に輸入され、数多くの重賞勝ち馬を出し、母の父としてもタマモクロスやメリーナイスを出して成功した。プリモネッタは多くの重賞に勝ってアメリカの古牝馬チャンピオンになり、繁殖牝馬としても活躍して1970年代に繁殖牝馬のチャンピオンになっている。